# Enrico Bertaggia
Pas d'image ? Cliquez ici
Enrico Bertaggia, né le 19 septembre 1964 à Noale (Vénétie), est un ancien pilote automobile italien.

## Biographie
Enrico Bertaggia connaît le succès en Formule 3 en remportant le titre en Italie en 1987 et s'affiche comme l'un des espoirs italiens du sport automobile. Malgré un échec en Formule 3000 en 1988, avec six non-qualifications et une 7e place comme meilleur résultat, il remporte le Grand Prix de Macao de Formule 3 ainsi que le prestigieux Grand Prix de Monaco de Formule 3.
En 1989, toujours en Formule 3000, il s'engage pour quatre courses, mais ne se qualifie pas lors des trois premières courses ; son meilleur résultat est une 19e place à Jerez.

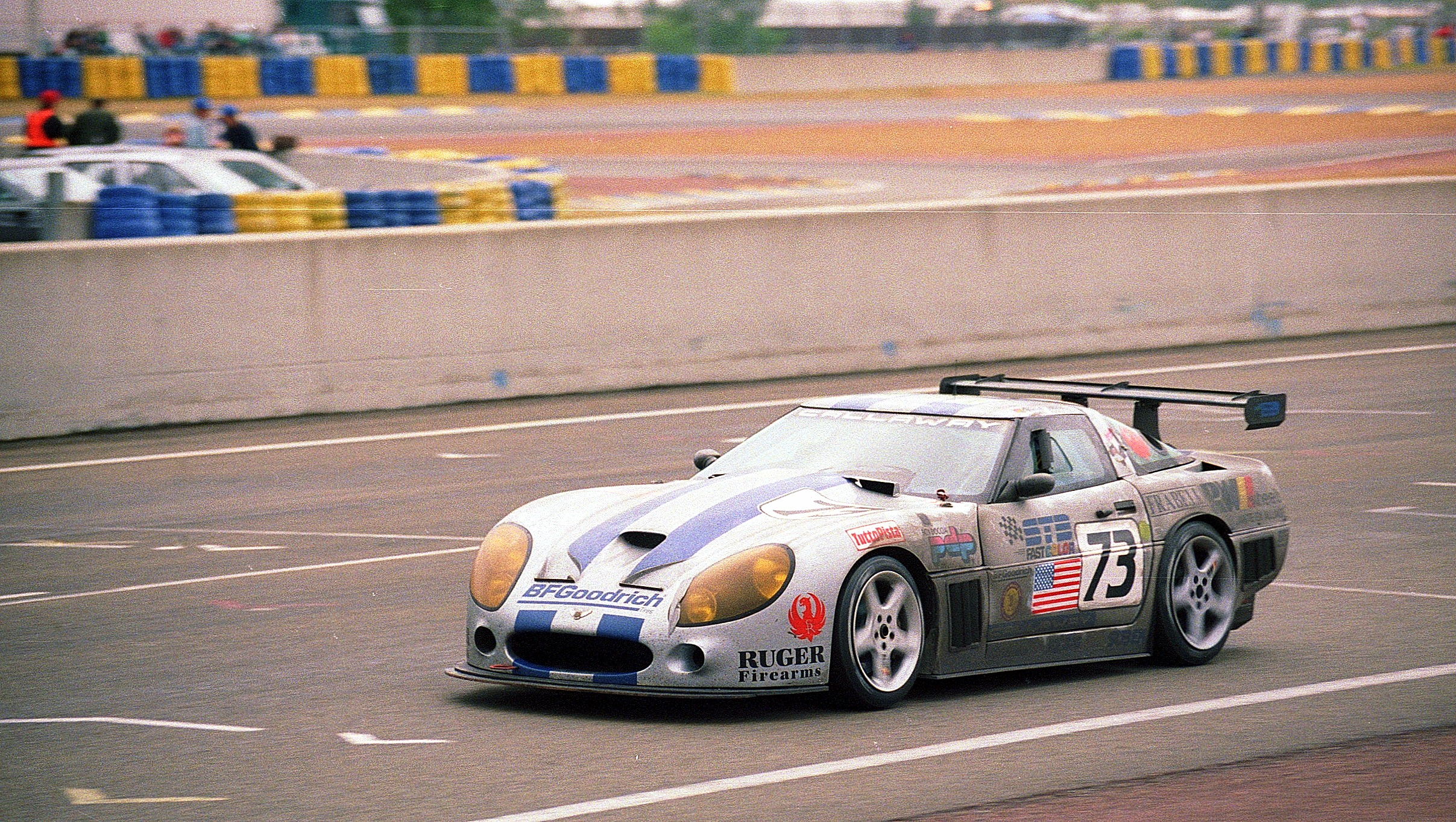
Bertaggia, sur Callaway, aux 24 Heures du Mans 1995.

Cette même année, il est embauché par Coloni en Formule 1 en remplacement de Pierre-Henri Raphanel. Il participe aux six dernières courses de la saison, toutes catastrophiques : hormis en Italie, il est toujours le dernier pré-qualifié. Il retourne alors en Formule 3.
En 1990, alors qu'il convoite un poste d'essayeur chez McLaren qui n'aboutit pas, il s'engage en Formula Nippon et reste au Japon pendant deux ans.
Il retourne en Formule 1, chez Andrea Moda Formula, en 1992 mais l'équipe est rapidement exclue du championnat.
Il fait ensuite plusieurs apparitions en GT italienne, en F3000, ainsi qu'en Endurance.

## Résultats en Championnat du monde de Formule 1
| Saison | Écurie              | Châssis  | Moteur            | Pneus    | GP disputés | Points inscrits | Classement |
| ------ | ------------------- | -------- | ----------------- | -------- | ----------- | --------------- | ---------- |
| 1989   | Coloni SpA          | FC189    | Cosworth V8       | Pirelli  | 0           | 0               | n.c.       |
| 1992   | Andrea Moda Formula | C4B S921 | Judd V10 Judd V10 | Goodyear | 0           | 0               | n.c.       |